# Otto Kern (Unternehmer, 1914)
Otto Kern (* 9. August 1914 in Freiburg im Breisgau; † 17. September 2009 in Bad Homburg vor der Höhe) war ein deutscher Textilunternehmer, Konsul und Präsident der Centralvereinigung Deutscher Handelsvertreter- und Handelsmakler-Verbände e.V.

## Leben
Otto Kern wurde 1914 in Freiburg im Breisgau geboren. Von 1929 bis 1932 absolvierte er eine Ausbildung zum Textilkaufmann im Seidenhaus Bollag, Freiburg. Zu Beginn seines Berufslebens war er kaufmännischer Angestellter im Geschäftsbereich Bekleidung.
Später, in der jungen Bundesrepublik, machte er sich selbstständig und gründete in der Pfalz eine Handelsvertretung, der bald eine Niederlassung im Frankfurter Bahnhofsviertel folgte. Er trat der Centralvereinigung Deutscher Handelsvertreter- und Handelsmakler-Verbände e.V. (CDH) bei und wurde 1958 Mitglied des Vorstandes des CDH-Landesverbandes Hessen-Thüringen. Deren Vorsitz übernahm er 1960 und gab ihn erst 1985 ab. Daneben rief er den CDH-Fachverband Bekleidung und den CDH-Hauptverband Deutscher Textilhandelsvertreter ins Leben; beiden stand er vor. 1959 unternahm Kern eine Studienreise nach Amerika. Er berichtete in Fachaufsätzen und Vorträgen über die Mechanismen des USA-Marktes, der dem deutschen weit voraus war. Umgesetzt wurden die mitgebrachten Ideen in Form des „Hauses der Konfektion“ in Sindelfingen. Somit war Otto Kern ab 1960 persönlich haftender Gesellschafter (Komplementär) eines Modeunternehmens. In Frankfurt am Main sollte ein weiteres „Haus der Konfektionen“ eröffnet werden. Dass die Lage im Bahnhofsmilieu nicht ideal sei, argwöhnte Kern, doch konnte er seine Kollegen nicht zu einem Umzug bewegen. Als Konsequenz richtete er 1972 mit neuen Teilhabern das erste Großhandelshaus unter der Bezeichnung „Haus der Mode“ für Einkäufer von Modeläden, nicht für den Endabnehmer, in Eschborn vor den Toren Frankfurts ein. Dabei betätigte er sich als Importeur. Weitere „Häuser der Mode“ entstanden 1976, 1981, 1986 und 1989.
Von 1968 bis 1980 war Otto Kern Präsident der CDH und bis zu seinem Tod am 17. September 2009 Ehrenpräsident. Darüber hinaus hatte Otto Kern viele Ehrenämter übernommen, unter anderem gehörte er dem Aufsichtsrat der Messe Frankfurt GmbH an und war von 1964 bis 1976 Handelsrichter bei der fünften Kammer für Handelssachen in Frankfurt am Main. Des Weiteren war er von 1959 bis 1986 Mitglied der Vollversammlung der Industrie- und Handelskammer zu Frankfurt am Main und viele Jahre Vizepräsident der Kammer. Er war auch Mitglied des Wirtschaftsbeirates der Hessischen Landesregierung und Mitglied des Präsidiums der Vereinigung der hessischen Unternehmerverbände (VhU) sowie Konsul in Handelsangelegenheiten. Er veröffentlichte eine Vielzahl an Fachartikeln.

## Auszeichnungen
- Bundesverdienstkreuz 1. Klasse
- 1974: Großes Verdienstkreuz des Verdienstordens der Bundesrepublik Deutschland
- Großes Goldenes Ehrenzeichen der Republik Österreich
- Ehrennadel in Gold der CDH
- Ehrenplakette der Industrie- und Handelskammer zu Frankfurt am Main
- Forum-Preis der Fachzeitschrift Textilwirtschaft (1986)